# Hans Hedemark
Hans Ingi Hedemark, född 27 september 1875 i Kristiania (nuvarande Oslo), död där 21 juni 1930, var en norsk operasångare (tenor) och skådespelare.
Han debuterade 1896 i Otto Sindings Iraka på Christiania Theater. År 1899 engagerades han vid Den Nationale Scene i Bergen både som operasångare och karaktärsskådespelare. Bland de roller han gjort märks Rodolpho i La bohème (1902), Sylvain iVillars dragoner, Paris i Den sköna Helena (1901), Postillonen i Postillonen i Longemeau (1902), Agaton i Christian Dannings opera Kynthia (1903) och Tonio i Regementets dotter (1904).
Han spelade in flera akustiska 78-varvare för skivetiketten Gramophone, bland andra "Den finske vals"  och "Den nye fiskervals" (1912).
Utöver detta verkade Hedemark även som filmskådespelare. Han debuterade 1911 i Fattigdommens forbandelse och medverkade i sammanlagt åtta filmer åren 1911–1919.

## Filmografi
- 1911 – Fattigdommens forbandelse
- 1911 – Bondefangeri i Vaterland
- 1911 – Under forvandlingens lov
- 1917 – De forældreløse
- 1918 – Lodsens datter
- 1918 – Vor tids helte
- 1919 – Æresgjesten
- 1919 – Historien om en gut